# NPa Pampeiro (P-12)
O NPa Pampeiro (P-12) é uma embarcação da Marinha do Brasil, da Classe Piratini, que exerce a função de navio-patrulha.

## Missão
Construído no Arsenal de Marinha do Rio de Janeiro, o batimento da quilha ocorreu em 23 de outubro de 1968, e o lançamento em 15 de julho de 1970, tendo sido incorporado à Armada em 16 de junho de 1971 como parte de extenso programa de renovação da esquadra. Esse programa, sediado na Diretoria de Engenharia da Marinha,  teve como principal chefe o Almirante José Carlos Coelho de Souza, depois nomeado para implementar e gerir a Comissão Naval Brasileira na Europa, com sede em Londres, Reino Unido e escritórios técnicos em outras cidades européias.
O navio de patrulha fluvial Pampeiro foi um dos primeiros vasos de guerra a serem entregues nesse programa, que também incluiu os submarinos, fragatas e várias outras embarcações integrantes da política de defesa do Brasil republicano que visa essencialmente ao patrulhamento das vastas extensões costeiras do país e, sobretudo hoje, da expansão de suas atividades fluviais.
Este programa teve como eixo principal o conceito de state of the art  em tecnologia, ou seja, o propósito -  que foi cumprido integralmente  -  que visava à aquisição de equipamento de defesa de última geração mediante licitação. Assim sendo, mediante concurso público lançado a comunidade internacional, estaleiros de elevada categoria no ramo da indústria naval, tanto bélica quanto mercante, se lançaram a oferecer projetos à Marinha Brasileira.
Entre os tais arrolavam-se a americana Gibbs&Cox, a alemã Abeking Und Iasmussen, a inglesa Vosper Thornycroft e várias outras francesas, italianas e também brasileiras. Os protótipos eram desenvolvidos em seus países de origem onde as primeiras unidades eram construídas, passando em seguida ao Arsenal de Marinha do Rio de Janeiro o direito e a incumbência de dar prosseguimento à produção desses vasos de guerra.
O Pampeiro constitui projeto e execução inteiramente nacionais.
Seu lançamento, bastante concorrido, teve lugar no Arsenal de Marinha do Rio de Janeiro em que um palanque coberto,  bastante amplo, foi erguido para as autoridades em ponto fronteiriço a um dos diques principais e acrescido de espaços diversos destinados a convidados de diferentes categorias, de modo que todos assistissem adequadamente o lançamento do navio. Convidados incluíam desde membros do corpo diplomático lotados no Rio de Janeiro, autoridades da República e demais dignitários, a operários do Arsenal de Marinha e marinheiros.
A cerimônia teve como ponto alto o discurso proferido por sua madrinha, D Stila Coelho de Souza (nascida Stila de Cerqueira Leite e Gravenstein Borges), esposa do Almirante Coelho de Souza; egressa de uma família tradicionalmente ligada às letras e à música, D Stila e irmãos (bisnetos do violonista da Capela Imperial, spalla, e compositor Ludwig Gravenstein, falecido nos Rio de Janeiro em 1922), em criança, se correspondiam com escritores como Monteiro Lobato (seus nomes figuram na obra do autor, notadamente O Sítio do Picapau Amarelo) e na ocasião do batismo do navio,  recitou poema de sua própria autoria especialmente composto para a ocasião. Esse poema, impresso e emoldurado, está hoje na praça d'armas do NPa Pampeiro onde integra a Frotilha do Amazonas.
| “ | Desperta, Pampeiro, começa a viver. Singra, estes mares; patrulha estas águas; guarda esta costa. Tua vida é o mar. Protege em teu bojo êstes homens marujos, soldados valentes. Também são do mar. Se a guerra vier, se alguém profanar nossa Pátria -só nossa- falem tuas armas; defende o Brasil; olha esta gente; defende o teu mar. Se alguém se atrever nossa paz violentar, lembra, Pampeiro, tua missão é guardar. Maior do que a guerra, heroi mais sublime, gigante mais forte, não é o guerreiro que vai para a guerra e tomba ferido sem se render. Maior do que ele é alguém que consegue a paz defender. Começa, Pampeiro, ativo,alerta,tua vida no mar. | ” |

O Pampeiro está hoje subordinado ao 4º Distrito Naval (Com4ºDN), e integra o Grupamento Naval do Norte (GrupNNorte), opera nos estados do Pará, Maranhão, Amapá e também nos rios da Amazônia, onde pode ser visto frequentemente em ação. O seu porto é a Base Naval de Val-de-Cães, em Belém do Pará.

## Origem do nome
É a segunda embarcação da Armada a ostentar o nome "Pampeiro", lembrando o vento frio chamado de minuano ou pampeiro, característico da região gaucha, no sul do Brasil.
A primeira embarcação foi o Brigue Pampeiro.

## Características
- Deslocamento :105 ton (carregado)
- Dimensões (metros): comprimento 28,95 m; boca 6,10 m; calado 1,90 m
- Velocidade (nós): 19 (máxima), 15 (cruzeiro) e 12 (econômica)
- Propulsão: 4 motores diesel Cummins VT-12M de 1.100 bhp de potência combinada
- Autonomia : 1.000 km a 15 nós; 1.700 km a 12 nós; 18 dias em operação contínua
- Sistema Elétrico: 1 gerador de 40 Kw.
- Armamento:
  - 3 metralhadoras .50 pol, em um reparo simple e em outro reparo duplo
  - 1 morteiro de 81 mm, na proa
- Tripulação: 16 homens (2 oficiais)